# (16715) Trettenero
(16715) Trettenero est un astéroïde de la ceinture principale.

## Description
(16715) Trettenero est un astéroïde de la ceinture principale. Il fut découvert le 20 octobre 1995 à Bologne par l'observatoire San Vittore. Il présente une orbite caractérisée par un demi-grand axe de 3,17 UA, une excentricité de 0,18 et une inclinaison de 9,3° par rapport à l'écliptique.

## Compléments